# Sodexo
Sodexo (fino al 2008 Sodexho, acronimo di SOciété D'EXploitation HÔtelière, aériennes, maritimes et terrestres) è un'azienda multinazionale operante nel settore dei servizi per le imprese, per il settore pubblico e per i privati.

## Storia
Fondata nel 1966 da Pierre Bellon, è controllata dalla holding di famiglia "Bellon SA" ed è quotata alla Borsa di Parigi dal 1983. Sodexo è il numero uno al mondo nel campo dei servizi di ristorazione e dei servizi alle imprese; l'azienda è presente in 80 paesi nel mondo e serve ogni giorno più di 100 milioni di clienti, attraverso un centinaio di professioni diverse.
Opera in tre attività principali: servizi sul sito (ristorazione collettiva, accoglienza, pulizie, giardinaggio, manutenzione, ecc., in tre settori principali: imprese e pubblica amministrazione, salute e case di cura, educazione), fringe benefit (buoni pasto, carte di servizi e di regalo) e servizi ai privati e a domicilio.
Al 2017 la ripartizione geografica del fatturato era la seguente: Europa (25%), Francia (13%), America del Nord (44%) e America meridionale, Africa, Asia e Oceania (18%).